# Ivănești, Vaslui
Ivănești este satul de reședință al comunei cu același nume din județul Vaslui, Moldova, România.

## Personalități
- Ionel Miron (n.1935),cercetător, biolog-chimist, inventator[1] . Începând cu anul 2014, școala din localitate îi poartă numele.